# Лудвиг I (Тек)
Лудвиг I фон Тек (на немски: Ludwig I von Teck; на латински: Ludewicus…dux de Teche; † 1283) от страничната линия Тек на рода на Церингите, е херцог на Тек. Той е смятан за прародител на линията Оберндорф на фамилията Тек.

## Биография
Той е най-възрастният син на херцог Конрад I фон Тек († 1244/1249) и съпругата му, която вероятно е дъщеря на граф Херман фон Зулц. Брат е на Конрад II († 1292).
Лудвиг I притежава замък Вазенек, основава ок. 1250 г. град Оберндорф на Некар. През 1272 г. той дава привилегии на доминиканския манастир архангел Михаил в Оберндорф. Той основава и град Розенфелд.
Лудвиг I участва с брат си Конрад II на 12 май 1275 г. в Аугсбург в дворцовото събрание на крал Рудолф фон Хабсбург.
Лудвиг I е погребан на 24 декември 1283 г. в княжеската гробница на женския манастир в Кирххайм, основан от баща му.

## Деца
Лудвиг I се жени за жена с неизвестно име, вероятно за Ирмелгард фон Баден. Те имат три деца:
- Лудвиг II Млади († 1282), херцог на Тек, женен за Лютгард фон Бургау († 1295), дъщеря на маркграф Хайнрих II (IV) фон Бургау († 1293)
- Херман I Стари († 1292, 1313/1314), херцог на Тек, женен за Беатрикс фон Грюнинген († сл. 1302), дъщеря на граф Хартман III фон Грюнинген († 1280)
- Агнес († 7 март 1296), омъжена 1283 г. за Конрад I, господар на Лихтенберг († 1294/1305), син на Хайнрих II фон Лихтенберг († 1269), внук на Лудвиг I фон Лихтенберг